# 飯田莫哀
飯田 莫哀（いいだ ばくあい、1896年〈明治29年〉10月27日 - 1981年〈昭和56年〉6月2日）は日本の歌人。本名、飯田 昇。

## 来歴
1896年（明治29年）、神奈川県高座郡海老名村に生まれる。日本大学社会課中退後、法政大学、水難救済会、八雲書店等に勤務したのちに天弦社の代表となる。童謡歌手、女優の飯田ふさ江は娘。
作歌を始めたのは厚木中学校在学中であり、莫哀の雅号は旧制中学3年の頃に漢文を担当していた教師がつけたものである。1915年（大正4年）に前田夕暮の『詩歌』に参加した。詩歌の廃刊後は活動を休止するが、1922年（大正11年）『覇王樹』に参加し橋田東声に師事する。東声の死後は森園天涙の『珊瑚礁』に転じたが再び覇王樹に戻っている。1961年（昭和36年）に覇王樹を退き、無所属となる。
1981年（昭和56年）、84歳没。

## 歌碑
三鷹市井の頭の大盛寺に歌碑が存在する。